# Nogal de las Huertas
Nogal de las Huertas is een gemeente in de Spaanse provincie Palencia in de regio Castilië en León met een oppervlakte van 13,79 km². Nogal de las Huertas telt 50 inwoners (1 januari 2016).

## Demografische ontwikkeling
Bron: INE, 1857-2011: volkstellingen
Opm.: In 1857 werd de gemeente Población de Soto aangehecht